# Śpiewak jazzbandu
Śpiewak jazzbandu (ang. The Jazz Singer) – amerykański film muzyczny w reżyserii Alana Croslanda z 1927 roku na podstawie noweli, a zarazem sztuki scenicznej, Samsona Raphaelsona pt. Dzień odkupienia. Film przedstawia historię żydowskiego pieśniarza Jakiego Rabinowitza, który wbrew woli swego pobożnego ojca-chazana zostaje artystą jazzowym.
Premiera odbyła się 6 października 1927 roku. Film powszechnie uważa się za pierwszy film dźwiękowy w historii kina. Rok wcześniej, w sierpniu 1926, odbyła się premiera filmu Don Juan, gdzie taśmę filmową udźwiękowiono płytami gramofonowymi z muzyką lecz bez dialogów. Metodę udźwiękowienia taśmy filmowej opracowano i opatentowano w 1922 roku. Jednak już wcześniej powstawały próby łączenia filmu z dźwiękiem, synchronizując obraz z dźwiękiem z płyt gramofonowych. Na przykład w roku 1914 zaczęto wyświetlać Fotodramę stworzenia, opracowaną przez Badaczy Pisma Świętego. Właściwie Śpiewak jazzbandu był klasycznym filmem niemym (dialogi przedstawiano na tablicach z napisami) jednak na udźwiękowionej taśmie filmowej oprócz muzyki pojawiają się obszerne wstawki śpiewane realistycznie zsynchronizowane z obrazem. Film stanowił rewolucję, która zakończyła erę kina niemego.
Wytwórnia Warner Brothers otrzymała za niego honorowego Oscara, za wkład w rozwój techniki filmowej, a Alfred A. Cohn był natomiast nominowany za najlepszy scenariusz adaptowany.

## Fabuła
W 1917 roku kantor Rabinowitz z synagogi w żydowskim getcie w Lower East Side na Manhattanie chce, aby jego 13-letni syn Jakie kontynuował rodzinną tradycję i również został kantorem. Zamiast tego Jakie upodobał sobie śpiewanie jazzu w lokalnym ogródku piwnym. Moisha Yudelson, ważny członek żydowskiej społeczności zauważa Jakiego i mówi o tym kantorowi. Ten wścieka się na syna, że woli używać swego cudownego głosu do podrzędnych piosenek, w jakim jego mniemaniu jest jazz. Po zadanym laniu Jakie zgodnie ze swoim słowem ucieka z domu. Podczas nabożeństwa Jom Kipur kantor ze smutkiem mówi, że stracił syna. Gdy śpiewa Kol Nidre, Jakie niespostrzeżenie wraca do domu, by wziąć ze sobą zdjęcie matki – Sary.
Dziesięć lat później Jakie pod zanglicyzowanym nazwiskiem Jack Robin śpiewa po klubach. Podczas jednego z występów dostrzega go Mary Dale, tancerka teatru muzycznego. Urzeczona jego wokalem oferuje pomoc w karierze. Z jej pomocą Jack w końcu dokonuje wielkiego przełomu: gra główną rolę w nowym musicalu April Follies na Broadwayu. Wraca do rodzinnego domu, chwaląc się swej matce nową pracą. Prezentuje jej jedną ze swych piosenek. Nagle zjawia się kantor wciąż żywiący urazę do syna. Jakie wyjaśnia, że dla niego jako przedstawiciela nowego pokolenia naturalniejszym będzie nowoczesna muzyka i wygarnia ojcu, że musi to zaakceptować tak jak Sara. Wzburzony kantor każe mu się wynieść.
Odbywają się próby do April Follies. Niespodziewanie wpada Yudelson wyjaśniający Jakiemu, że kantor jest ciężko chory i nie jest w stanie zaśpiewać w jutrzejszym Jom Kipur. Wobec tego Yudelson w imieniu starszyzny nalega Jakiego, by to on zastąpił ojca w uroczystości. Jakie jest rozdarty, ponieważ tego samego dnia jest premiera musicalu, od którego zależy jego dalsza kariera. Z drugiej strony wciąż nie chce szargać jednego z najważniejszych świąt jego narodu. Podczas próby generalnej Sara informuje Jakiego, że ojciec jest umierający. Jakie po próbie udaje się do domu, by zobaczyć się z ojcem. Okazuje się, że nabożeństwo za chwilę się zacznie i nie ma zastępstwa kantora.
Premiera April Follies zostaje odwołana. Jakie zdecydował się zaśpiewać Kol Nidre na Jom Kipur. Kantor, słysząc śpiew syna, wreszcie przebacza mu i umiera. Po jakimś czasie April Follies zostaje wznowione w teatrze Winter Garden Theatre, stając się sukcesem frekwencyjnym. W pierwszym rzędzie wypełnionego po brzegi teatru obok Yudelsona siedzi dumna Sara, do której Jakie kieruje piosenkę „My Mammy”.

## Obsada
- Al Jolson – Jacob „Jakie” Rabinowitz / Jack Robin
  - Bobby Gordon – 13-letni Jakie
- May McAvoy – Mary Dale
- Warner Oland – kantor Rabinowitz
- Eugenie Besserer – Sara Rabinowitz
- Otto Lederer – Moisha Yudelson
- Richard Tucker – Harry Lee
- Jossele Rosenblatt – on sam

## Dziedzictwo
Finałowa piosenka My Mammy stała się pierwszym w historii przebojem muzycznym wylansowanym przez kino, a zaangażowany w walkę z dyskryminacją Jolson doprowadził do otwarcia scen dla takich czarnoskórych artystów, jak Louis Armstrong, Duke Ellington, Cab Calloway czy Ethel Waters.